# Kevin Tiggs
Kevin Jerome Tiggs (Flint, 17 aprile 1984) è un ex cestista statunitense.

## Palmarès
- Coppa d'Ucraina: 1

Ferro-ZNTU: 2010